# Котячий будинок (мультфільм, 1938)
«Кицин дім» — мальований чорно-білий мультиплікаційний фільм, випущений студією «Союзмультфільм» у 1938 році. Тривалість - 8 хв 39 сек. До наших днів дійшла лише версія, дубльована чеською мовою.
Перший із трьох радянських мультфільмів, знятих за однойменною казкою Самуїла Маршака. Але, на відміну від наступних, цей мультфільм знятий лише за мотивами оригінальної казки і є кіноагітацією на тему дитячого витівки з вогнем.

## Творці
| Режисер                   | Пантелеймон Сазонов                                                          |
| Сценарист                 | Михайло Папава                                                               |
| Постановник               | Влад Бочкарьов, Яків Рейтман                                                 |
| Композитор                | Йосип Ковнер                                                                 |
| Художник-постановник      | Володимир Дегтярьов                                                          |
| Художники-мультиплікатори | Ст. Полковників, Л.Л. Резцова, Б. Пєтін, Т. Пузирьова, А Щекаліна, В. Макіїв |
| Оператор                  | До. Крилова                                                                  |
| Звукооператор             | Сергій Ренський                                                              |